# Rigmor Zobel
Rigmor Zobel Ravn (født 2. juni 1969 på Frederiksberg) er en dansk advokat. Hun er datter af Peter Zobel, der var direktør for Codan. Rigmor Zobel har ofte deltaget ved kongelige begivenheder fx ved Prinsesse Marie og Prins Joachims bryllup.

## Baggrund
Rigmor Zobel er datter af tidligere administrerende direktør for Codan Forsikring Peter Zobel og Annika Wicksell.
Hun er dermed barnebarn til grundlæggeren af forsikringsselskabet Codan, Hermann Zobel.
Moren døde i en trafikulykke, da Rigmor Zobel var blot 2 år gammel, og hun voksede op med sin far og søstrene Caroline (f. 1966) og Josephine (f. 1967, død 1973).
Om forholdet til sin far fortalte hun i et interview til Anna-Lise Bjerager i 2004:
"Det er klart, at min far har præget mig meget. Jeg har arvet hans interesse for jura, og ofte sad vi om aftenen og diskuterede hans arbejde, da jeg blev ældre."
Rigmor Zobel blev matematisk student fra Øregaard Gymnasium i 1988.
I gymnasiet var hun overordentlig flittig og opnåede et så højt karaktergennemsnit, at dagspressen da betegnede hende som superstudent, da hun havde et gennemsnit på 11.
Efter gymnasiet flyttede hun sammen med en veninde til Paris, hvor hun fik job som model hos modelbureauet Elite.
Hun studerede fransk ved Sorbonne i 1989.[kilde mangler] Da hun vendte tilbage til Danmark, påbegynde hun jurastudiet og blev cand.jur. fra Københavns Universitet i 1994.
Her havde hun fokus på blandt andet M&A.
Rigmor Zobel er gift med Jesper Ravn, der i 2004 var salgsdirektør.
Ægtemanden startede i 2013 it-firmaet eGISS, hvis startkapital kom fra Kim Vibe-Petersen.
Parret har været gift siden 2003 og sammen har de to børn.
Rigmor Zobel deler sin fars interesse for jagt.
Derudover dyrker hun skisport, golf og yoga.
I dag bor Zobel i Schweiz med sin familie. De flyttede på grund af hendes mands arbejde.
Rigmor Zobel er venner med både kronprinseparret og Hans kongelig højhed prins Joachim. Zobel var også inviteret til bl.a. Prins Joachim og prinsesse Maries bryllup i 2008.

## Erhvervskarriere
Rigmor Zobel blev ansat som intern jurist ved Codans hovedaktionær, Royal & Sun Alliance i London.[kilde mangler]
I 1995 blev hun skadeschef for Region Øst, i 1997 koncernmarketingchef og i 1998 blev hun underdirektør med ansvar for Codans Internet- og CRM-udvikling.[kilde mangler]
Hun skiftede arbejdsgiver i 2000, da hun blev administrerende direktør i reklamebureauet Rapp Collins.
I 2002 blev hun director i revisions- og konsulentvirksomheden Andersens (senere Deloitte) afdeling for rådgivning til finanssektoren. Her var hun ansat til 2004.[kilde mangler]
Rigmor Zobel opnåede i 2011 advokatbestalling og har siden arbejdet som advokat.
I 2012 arbejdede hun som advokatfuldmægtig hos Alhambra advokater, specielt med Corporate Governance og fusioner ("Mergers and Aquisitions").
I 2013 fik hun job hos advokatfirmaet Jackie Phillip & Co., hvor hun ville fokusere på CSR compliance.
I 2016 blev hun tilknyttet Kønig & Partnere Advokatfirma.
Rigmor Zobel har siddet i en længere række bestyrelser:
Holding2014 ApS (2005–2009), Copenhagen Capital (14 dage i august 2007),
Kabooki (2007–2009), som er virksomheden bag brandet LEGO Wear,
Compass Human Resources Group A/S (2007-2008),
Compass Human Resources Group, Vest A/S (2007–2008)
Nature Consult (2007 og 2008–2009),
JU Kristensen ApS (2007–2008, det tidligere JKE A/S og Jan Kristensen Erhvervsejendomme A/S),
UCAP Holding (2008-2009),
Oresund Capital Partners II (2007–2009),
Oresund Capital (2007–2009)
og Konsulentselskabet af 1. juni 2014 ApS (tidligere Proactme ApS) (2012–2014).
Proactme, der i 2003 blev stiftet af Thomas Heintzelmann, arbejdede indenfor rekruttering og udvikling, specielt kompetencegabsanalyse og søgte at arbejde med faste offentliggjorte priser på headhunting og rekruttering.
Bestyrelsesposten hos JKE A/S fik Zobel på baggrund af "sit omfattende erhvervsnetværk og sit speciale i selskabsret, forsikringsret samt i fusioner og opkøb."
Rigmor Zobel har også været medlem af følgende advisory boards: Roskilde Universitet og Dansk Merchant Capital.[kilde mangler]
I 2001 var hun medlem af regeringens IT-tænketank og hun har været aktiv i Rådet for Fremtidens Ledelse.
Yderligere er Rigmor Zobel foredragsholder. Zobel holder bl.a. foredrag om ledelse, bestyrelsesarbejde og markedsføring.

## Retssager

### Se og Hør-sagen
Zobel og hendes ægtemand var en af de overvågede kendisser i Se og Hør-sagen. I den forbindelse havde Se og Hør overvåget hendes og en lang række andre kendte og kongeliges kreditkortoplysninger igennem flere år ved hjælp af en hemmelig kilde hos Nets, den såkaldte tys-tys kilde.
Det er ikke den eneste gang, Rigmor Zobel og Se og Hør har været uvenner.
Ved en retssag i december 2016 krævede Zobel en godtgørelse på 70.000 kroner af Se og Hør for en række artikler, bladet havde bragt om hende og hendes børn tilbage i 2014.

### Narkotikasag
Zobel blev anholdt 30. juli 2009 og sigtet for modtagelse og opbevaring af mindst 140 gram kokain med henblik på videresalg. Hun blev fremstillet i grundlovsforhør den 31. juli 2009, hvorefter diverse medier bragte nyheden.
Zobel nægtede sig skyldig i anklagerne. Københavns byret mente ikke der var bevis for den oprindelige anklage om modtagelse og opbevaring af kokain med henblik på videresalg og dømte hende i stedet for seks gange at have modtaget et gram kokain til eget forbrug, hvilket resulterede i en bøde på 20.000 kroner. Zobel valgte ikke at anke dommen.

#### Navneforbuds-kontrovers
Ved sagens indledende grundlovsforhør blev der nedlagt navneforbud efter anmodning fra Zobel, samt lukkede døre efter anmodning fra anklageren. Zobels navn blev fjernet fra artikler der havde rapporteret om anholdelsen før navneforbuddet blev nedlagt, og mediearkivet Infomedia fjernede også navnet. Den danske presse begyndte at omtale Zobel som en kendt dansk erhvervskvinde, jetsetdronningen, jetset-kvinden eller erhvervskvinden, og billeder af Zobel blev sløret. Ekstra Bladet anså navneforbuddet for forkert, blandet andet fordi at medierne allerede havde rapporteret om sigtelsen mod Zobel før navneforbuddet blev nedlagt, hvilket betød at offentligheden allerede havde kendskab til hendes involvering i sagen. Ekstra Bladet anså det som et brud på Den Europæiske Menneskerettighedskonventions artikel 10 der tidligere er blevet anvendt i sager hvor Den Europæiske Menneskerettighedsdomstol har erklæret at man ikke kan nedlægge restriktioner på information der allerede er offentligt kendt. Både Østre Landsret og Højesteret stadfæstede beslutningen om navneforbud.
Politiken og BT fik kritik for ikke at overholde navneforbuddet ved at publicere information som Zobels stilling og familieforhold der kunne bruges til at identificere hende. Ekstra Bladet fik kritik for at filnavnet på et sløret billede af Zobel nævnte hende ved navn, hvilket de beskrev som en "systemfejl". Omvendt fik navneforbuddet kritik fra diverse medier, både før og efter sagens afslutning. Politiken rapporterede at 8 ud af 10 læsere i en internetundersøgelse oplyste at de godt kunne gennemskue hvem jetsetkvinden var på trods af navneforbuddet. Ekstra Bladets Bo Elkjær udtalte efter sagens afslutning i fagbladet Journalisten, at han mente, at domstolene var alt for villige til at nedlægge navneforbud i sager om kendte, hvilket han anså som stridigt imod princippet om åbenhed i retsplejen. Daværende formand for Politi- og Retsreporternes Forening Thomas Kristensen anså det som en del af en mere generel tendens hvor navneforbud "er blevet reglen mere end undtagelsen." Juraprofessor ved Københavns Universitet Eva Smith udtalte at brugen af navneforbud er helt passende: "I den periode er der ingen, der ved, om folk er skyldige eller ej. Der er ingen grund til at lægge ekstra belastning på de folk [...]" hvortil Thomas Kristensen svarede at navneforbud "ofte forhindrer journalisterne i at give en fyldestgørende dækning af en retssag" og får dækningen til at fremstå "impotent".

#### 21 Søndag-interview
Efter sagens afslutning blev Zobel interviewet i 21 Søndag den 21. februar 2010 af daværende vært Reimer Bo. Under interviewet fastholdte Zobel sin uskyld og kritiserede en navngiven betjent for at have truet hende under et forhør og at afgivet falsk forklaring i retten. Derudover udtalte hun at ansatte hos Københavns Politi havde lækket information om sagen til pressen mod betaling. DR fik senere kritik af Pressenævnet for ikke at have sløret navnet på betjenten. Der blev ikke rettet kritik mod selve viderebringelsen af Zobels udtalelser da Pressenævnet mente at udtalelserne fremstod som Zobels "egne vurderinger eller spekulationer på baggrund af oplysningerne i interviewet og ikke som faktiske oplysninger." Københavns Politiforening truede med en injuriesag, men afstod foreløbigt fra at indlede den, da Statsadvokaten iværksatte en undersøgelse af sagen på baggrund af en henvendelse fra Zobel. Dette fik Zobel til at give udtryk for at at politiet godt vidste at hun ikke havde løjet.
Reimer Bo undskyldte senere at den navngivne betjent ikke blev anonymiseret.
Et par måneder efter tv-interviewets udsendelse forlod han sin rolle som vært på 21 Søndag.
I DR's pressemeddelselse hed det: "Beslutningen kommer i kølvandet på den opmærksomhed, der har været om værtens rolle i flere interview med kendte, dømte kriminelle – senest interviewet med den bedrageridømte Stein Bagger."
Reimer Bo havde da haft habilitetsproblemer i et andet interview.

#### Sag om afpublicering
I 2017 klagede Zobel til Pressenævnet over at diverse medier, herunder TV 2, havde nægtet at afpublicere, anonymisere eller afindeksere artikler om sagen. Zobel mente blandt andet at bøden var så gammel at den ikke længere havde nyhedsværdi eller var i offentlighedens interesse. Derudover anførte hun at hun ikke længere var en offentlig person og at artiklerne skadede hende personligt og professionelt. TV 2 anførte at Zobel selv havde udtalt sig om brug af euforiserende stoffer i medierne, samt at hendes rolle som beskikket advokat var en "særligt betroet rolle i samfundet" hvilket betød at sagen stadigvæk havde "en vis offentlig interesse". Pressenævnet mente at de artikler som Zobel havde klaget over ikke var belastende nok til at retfærdiggøre sletning eller anonymisering.

## Fodnoter
1. ↑  Zobel havde også anmodet om referatforbud, men retten vurderede at et navneforbud var tilstrækkeligt til at opfylde Retsplejelovens krav om beskyttelse mod unødig krænkelse.[27]
2. ↑  Afstemningen kørte over tre timer på Politikens hjemmeside og over 2.700 læsere deltog. Politiken erkendte at undersøgelsen "ikke var repræsentativ".[33]
3. ↑  Kendelsen blev afsagt om en klage rettet mod TV 2, men sagen blev behandlet sammen med klagesager rettet mod Se og Hør, Jyllands-Posten, JydskeVestkysten, Politiken, Avisen.dk, Ekstra Bladet, Villabyerne/Gentofte Lokalavis, BT, Dagbladet Børsen og Berlingske Tidende.[40]